# Politieke geografie
Politieke geografie is een deelgebied van de sociale geografie dat zich bezighoudt met de wetenschappelijke studie van de omvang en de processen van symbolische verbanden tussen ruimte-eenheden en etniciteit, cultuur of religie. Het is de studie van zowel de ruimtelijk ongelijke uitkomsten van politieke processen en de wijze waarop politieke processen op hun beurt beïnvloed door ruimtelijke structuren. Het begrip "politieke geografie" werd voor het eerst in de 19e eeuw door Friedrich Ratzel (1844 - 1904), een door het werk van de geograaf Alexander von Humboldt (1769-1859), de bioloog Charles Darwin (1809 -1882) en de filosoof Georg Wilhelm Friedrich Hegel (1770-1831) beïnvloed Duits geograaf, als wetenschappelijke kennis gedefinieerd.

## Geschiedenis van de discipline
Ratzel had eerder al met zijn werk Anthropogeographie (gepubliceerd in twee delen in 1882 en 1891), de "menselijke geografie" voor het eerst op de kaart geplaatst. Zo ontstond het onderscheid met de fysische geografie op basis van een indeling die een onbetwistbaar succes heeft gekend. In dit werk, maakte Ratzel een onderscheid tussen primitieve volkeren, of "Naturvölker", en de meer geëvolueerde volkeren, of "Kulturvölker". Hij benadrukte dat deze laatsten een essentiële organisatievorm bezatten: de staat. Ratzel heeft vervolgens zijn taxonomische werk voortgezet door de publicatie van zijn werk Politische Geographie' (Politieke geografie) in 1897 die de basis legde voor deze (deel)discipline, waarbij de focus vooral op de staat was gericht.